# C7H8N2O2
化学式C7H8N2O2（摩尔质量：152.15 g/mol）可以指：

## 苯衍生物

### 二取代苯
- N-甲基对硝基苯胺，CAS号：100-15-2

### 三取代苯
- 甲基硝基苯胺
  - 2-甲基-3-硝基苯胺，CAS号：603-83-8 
  - 2-甲基-4-硝基苯胺，CAS号：99-52-5 
  - 2-甲基-5-硝基苯胺（大红色基G），CAS号：99-55-8 
  - 2-甲基-6-硝基苯胺，CAS号：570-24-1 
  - 3-甲基-2-硝基苯胺，CAS号：601-87-6 
  - 3-甲基-4-硝基苯胺，CAS号：611-05-2 
  - 3-甲基-5-硝基苯胺，CAS号：618-61-1 
  - 3-甲基-6-硝基苯胺，CAS号：578-46-1 
  - 4-甲基-2-硝基苯胺（芬蘭語：2-nitro-p-toluidiini），CAS号：89-62-3 
  - 4-甲基-3-硝基苯胺，CAS号：119-32-4

## 其它
- 1-甲基-6-氧代吡啶-3-甲酰胺，CAS号：701-44-0
- N1-甲基-4-吡啶酮-3-甲酰胺（英语：N1-Methyl-4-pyridone-3-carboxamide），CAS号：769-49-3

|  | 这个同类索引页列出了具有相同分子式的化学物（即同分異構體）条目。 除非您是有意链接至本页，否则应将相应条目的内部链接指向正确的条目。 |